# Neuropil
Neuropil, pilśń nerwowa – ogólne określenie obszarów układu nerwowego złożonych z nitkowatych,  aksonów, dendrytów i wypustek komórek glejowych, tworzących razem gęstą strukturę przypominającą pilśń, charakteryzującą się występowaniem licznych synaps. Ciała komórek nerwowych mogą być rozproszone w neuropilu lub tworzyć strefy na zewnątrz niego. W neuropilu znajdować się mogą również naczynie krwionośne lub tracheole. Neuropil występuje w zwojach nerwowych oraz w substancji szarej ośrodkowego układu nerwowego.
Część autorów zawęża definicje neuropilu, tylko do rejonów wypełnionych włóknami, jednak stopień ich strukturalnego odgraniczenia może być różny. Np. u rakowców neurony ośrodkowego układu nerwowego są głównie jednobiegunowe, z ciałami położonymi na obrzeżach zwojów, podczas gdy u jamochłonów, płazińców oraz wyższych kręgowców liczne komórki dwu- i wielobiegunowe są wmieszane w rejony dendrytowe, a w jądrach oliwkowych kręgowców podział neuropilu na regiony perikarionowe i włóknowe zanika całkowicie. Wyraźny podział zwojów na zewnętrzną warstwę korową (cortex), utworzoną z ciał neuronów, i złożony z aksonów, dendrytów i synaps rdzeń neuropilu jest charakterystyczny dla układów nerwowych o architekturze podnabłonkowej (tj. oddzielonych od naskórka i mięśni ściany ciała błoną podstawną), jak np. u stawonogów, i nie występuje w układach nerwowych uwpuklonych, jak u kręgowców.
Ze względu na budowę mikroskopową neuropilu wyróżnić można neuropil nieuporządkowany (ang. unstructured neuropil) i uporządkowany (ang. structured neuropil). W neuropilu nieuporządkowanym konfiguracja włókien jest słabo zaznaczona. Jednym z jego rodzajów jest neuropil siateczkowaty (ang. plexiform neuropil), o strukturze jednorodnej siatki. Spotyka się go u form prymitywnych i osiadłych (u jamochłonów buduje on cały układ nerwowy), a także bardziej rozwiniętych, gdzie może służyć np. unerwieniu przewodu pokarmowego. Drugim rodzaje neuropilu nieuporządkowanego jest neuropil rozproszony (ang. diffuse neuropil), w którym neurony mają poplątane i porozgałęziane wypustki. Wśród bezkręgowców występuje w zwojach mózgowych (tylnych) ośrodkowego układu nerwowego, wielu zwojach układu obwodowego czy w zwoju układu stomatogastrycznego skorupiaków, natomiast wśród niższych kręgowców znaleźć go można w pniu mózgu.
W neuropilu uporządkowanym znaleźć można regularne i często powtarzające się układy włókien nerwowych oraz wyraźnie wyodrębnione rejony synaptyczne. Jest on związany ze złożonymi narządami zmysłów i często występuje w przednich zwojach ośrodkowego układu nerwowego. Układy geometryczne jego włókien mogą być różne, jednak ogólnie wyróżnia się dwa jego rodzaje: glomeluralny (ang. glomelural neuropil) i stratyfikowany (ang. stratified neuropil). W pierwszym przypadku przed- i postsynaptyczne części włókien są silnie rozgałęzione i tworzą wyraźnie odrębne od reszty neuropilu, węzłowate struktury zwane glomerulami. Ten rodzaj neuropilu występuje m.in. w opuszce węchowej kręgowców oraz ciałkach grzybkowatych i płatach czułkowych mózgu owadów. W opuszce węchowej królika pojedyncza glomerula być budowana przez 26 000 włókien przychodzących i około 90 wychodzących. W neuropilu stratyfikowanym wypustki neuronów są precyzyjnie zorientowane, tworząc sieć pionowo lub promieniście ustawionych włókien przechodzących przez poziomo lub stycznie ułożone warstwy odgałęzień. Jest on typowy dla zwojów optycznych stawonogów, a jego mniej uporządkowane formy można znaleźć w niektórych miejscach kory mózgowej kręgowców i być może w ciałach centralnych stawonogów.